# Vault
A vault eukarióta sejtszervecske nem teljesen ismert funkcióval. Nancy Kedersha és Leonard Rome fedezték fel 1986-ban, és negatív festéssel elektronmikroszkóp alatt nézve egy katedrális plafonjához hasonlít, 39 fogású antiprizmás (D39d) szimmetriával. Számos eukarióta sejtben megtalálható, és feltehetően erősen állandósult köztük.
A pH-csökkenés a fehérjeközi kölcsönhatások gyengítésével destabilizálja.

## Szerkezet
Nagy, a legtöbb eukarióta sejtben és magasabb rendű eukariótában megtalálható ribonukleoproteinek, méretük egy riboszómáénak közel 3-szorosa, tömege 13 MDa. Negatív festés alatt 34·60, krioelektron-mikroszkóppal 26·49, pásztázó transzmissziós elektronmikroszkóppal 35·59 nm-esek. Elsősorban fehérjékből állnak, így hagyományos módszerekkel nehezen festhetők.
Külső héjuk a 100 kDa-os nagy vaultfehérje 78 példányából áll. Ezen belül két asszociált fehérje van, a TEP1 és a VPARP. A TEP1, más néven telomerázasszociált fehérje 1 290 kDa, a VPARP (más néven PARP4) a poli(ADP-ribóz)-polimeráz rokona, tömege 193 kDa. A magasabb rendű élőlények esetén egy vagy több, 86–141 bázisból álló vault-RNS-t (vRNS vagy vtRNS) is tartalmaznak. A PTEN-hez köt az MVP a sejtmagba való bejutáshoz.
Az MVP-k fej-fej elrendezésben vannak, az N-terminusok fordulnak egymás felé. Az N-től a C-terminusig egy MVP-egység 9 ismétlődő doménből (R1–R9), egy band7-szerű válldoménből és egy kupakhélixdoménből áll a vaulthéj alakjának megfelelően. A VPARP az R4 doménhez köt. A WD40 ismétlődés miatt gyűrűs TEP1 a kupakhoz köt, egy vRNS zárja ezt. A vaultok két konformációt vehetnek fel oldatban, az egyik egy kristályszerkezethez hasonlít, a másikban viszont a válldomén legfeljebb 10 Å-mel eltérő helyzetű, így a kupak kifelé irányul.
Az ismétlődő domének (R1–R9) β-redőkből állnak, az első 7 domén szerkezete kevésbé összetett az R8-nál, az R9-nél és a válldoménnél. A válldomén egy α- és egy β-részből, ezen belül 4 α-hélixből és egy 4 részes ellentétes irányú β-redőből áll. A kupak egy 155 aminosavas hélixből és egy 43 aminosavas gyűrűből áll.

## Funkció
Bár nem teljesen ismert funkciójuk, a vaultok összefügghetnek a magpóruskomplexekkel, alakjuk alátámaszthatja ezt. Számos sejtfunkcióban, például a mag-citoplazma szállításban, az mRNS-lokalizációban, a gyógyszerrezisztenciában, a sejtkommunikációban, a magpórus-keletkezésben és az immunitásban fontosak lehetnek. Három fehérjéjét, az MVP-t, VPARP-ot és a TEP1-et egyesével és kombinációban (VPARP és TEP1) kiütötték egerekben. Ezek életképesek, jelentős fenotípus-változást nem figyeltek meg. A Dictyostelium 3 különböző MVP-t kódol, kettő ebből együtt és egyesével is kivehető. Kettős knockoutjában az egyetlen megfigyelt fenotípus-változás tápanyagstressz esetén fellépő növekedéslassulás volt. Ha a vaultok fontos sejtfunkciókban szükségesek, lehetnek redundáns rendszerek, melyek csökkentik elvesztésük tüneteit.

## Kapcsolat a rákkal
Az 1990-es évek végén kimutatták a vaultok, különösen az MVP túlexpresszióját több gyógyszerre rezisztens rákban. Bár ez nem igazolja, hogy a több vault gyógyszerrezisztenssé teszi a rákot, ez alapján feltételezhető köztük kapcsolat. Ez a tumorsejtek rezisztenciájának mechanizmusának jobb megértésében és új rákgyógyszerekben is hasznos lehet.

## Evolúciós állandósultság
Azonosították emlősökben, kétéltűekben, madarakban és Dictyostelium discoideumban. A Pfam által használt modell homológot azonosított a Paramecium tetraurelia, a Kinetoplastida, számos gerinces, a Nematostelia vectensis, puhatestűek, Trichoplax adhaerens, laposférgek, Echinococcus granulosus és galléros ostorosok esetén is.
Bár számos eukarióta fajban megfigyelték, egyes fajok nem rendelkeznek a ribonukleoproteinnel. Ilyenek például:
- Arabidopsis thaliana: a káposzta és a mustár rokona.
- Caenorhabditis elegans: a talajban szabadon élő fonálféreg.
- Drosophila melanogaster: kétszárnyú rovar, köznapi neve: ecetmuslica.
- Saccharomyces cerevisiae: élesztőfaj.

E négy faj modellszervezet a növények, a gyűrűsférgek, az állati genetika, illetve a gombák számára. E kivételek ellenére a vaulttal rendelkező élőlényekben lévő nagy hasonlóság evolúciós fontosságot feltételez.
MVP-homológokat találtak számítógéppel baktériumokban. A cianobaktériumok szekvenciái a leghasonlóbbak. A Pfamben is azonosíthatók ilyenek.

## Vaultkutatás
Leonard H. Rome laboratóriuma a Los Angeles-i Egyetemnél számos csoporttal együttműködött bakulovírus-rendszer használatában nagy mennyiségű vault előállításához. Az MVP rovarsejtekben való expressziójakor vaultok jönnek létre a citoplazmatikus poliriboszómákon. Az MVP-gén molekuláris genetikai módosításával kémiai aktív részekkel rendelkező vaultok hozhatók létre. Ezek annak belsejébe kerülnek az alapszerkezet megváltoztatása nélkül. Ezenkívül a fehérjék a vaultba is helyezhetők egy VPARP-eredetű csomagolódoménnel. Számos módosult vault jött létre számos célra, például gyógyszerbevitel, biológiai szenzorok, kontrollált felszabadítás és környezeti remediáció céljából.
Egy kemokintartalmú vault feltehetően használható a tüdőrák elleni immunaktiváláshoz, ezen végeztek már első fázisú kísérleteket.

## Fordítás
Ez a szócikk részben vagy egészben  a   Vault (organelle) című angol Wikipédia-szócikk ezen változatának fordításán alapul.  Az eredeti cikk szerkesztőit annak laptörténete sorolja fel. Ez a jelzés csupán a megfogalmazás eredetét és a szerzői jogokat jelzi, nem szolgál a cikkben szereplő információk forrásmegjelöléseként.